# Zbigniew Kiernikowski

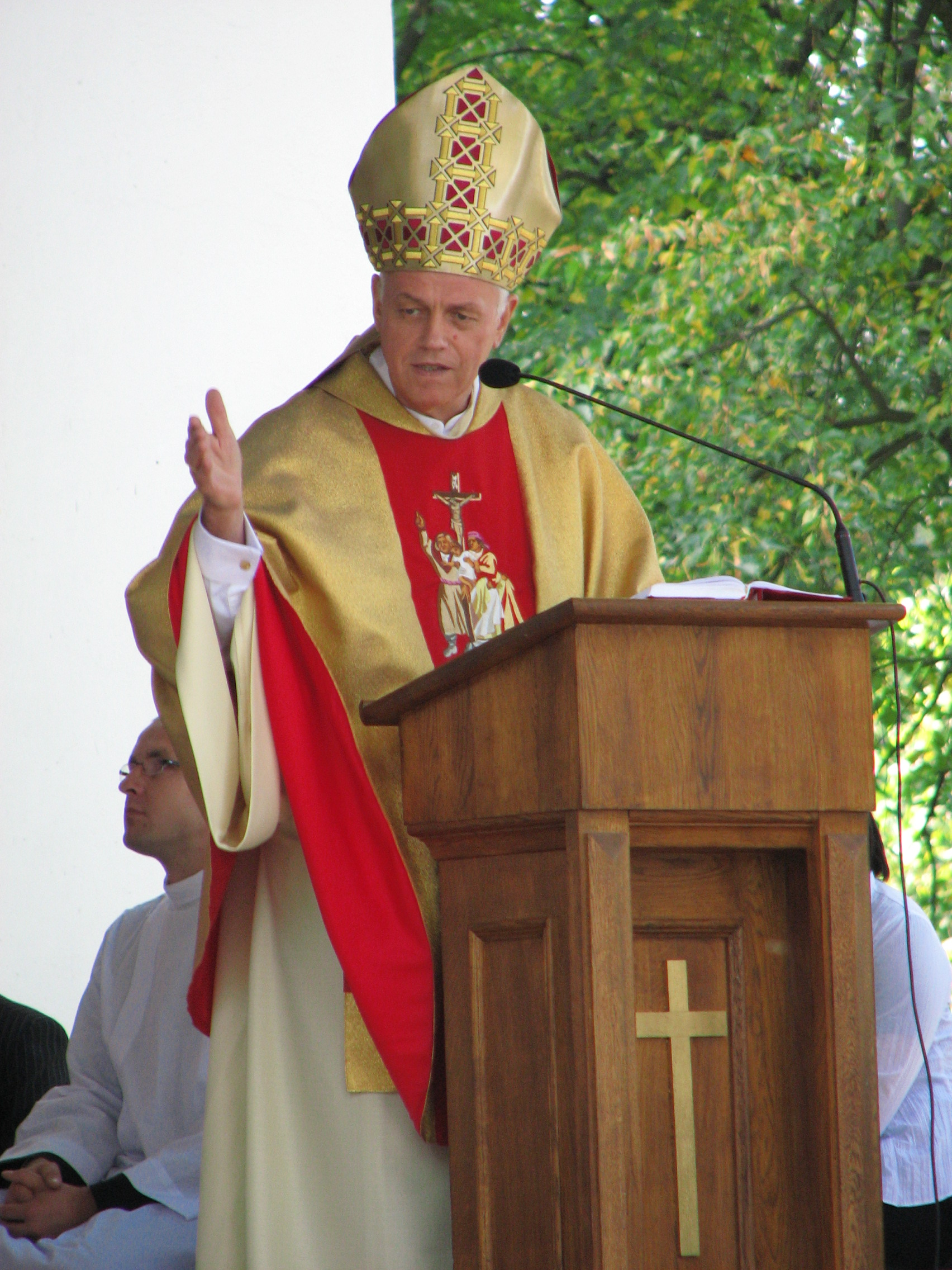
Zbigniew Kiernikowski

Bischofswappen von Zbigniew Kiernikowski

Zbigniew Kiernikowski (* 2. Juli 1946 in Szamarzewo, Powiat Wrzesiński) ist ein polnischer Geistlicher und emeritierter römisch-katholischer Bischof von Liegnitz.

## Leben
Der Weihbischof in Gnesen, Jan Czerniak, weihte ihn am 6. Juni 1971 zum Priester. Von 1987 bis 2002 war er Regens des Päpstlichen Polnischen Kollegs. 1983 wurde er am Päpstlichen Bibelinstitut in Rom mit einer von Fritzleo Lentzen-Deis betreuten Dissertation zur Theologie des Kolosserbriefes zum Doktor der Theologie im Fach Biblische Exegese promoviert. 1989 wurde er zum Vorsitzenden von Evangelium und Kultur e.V., einer internationalen Vereinigung von Bibelwissenschaftlern, gewählt.
Papst Johannes Paul II. ernannte ihn am 28. März 2002 zum Bischof von Siedlce. Die Bischofsweihe spendete ihm Kardinalstaatssekretär Angelo Sodano, am 20. Mai desselben Jahres im Petersdom; Mitkonsekratoren waren Henryk Muszyński, Erzbischof von Gnesen, und Jan Mazur, emeritierter Bischof von Siedlce. Sein Wahlspruch ist Posłuszeństwo Ewangelii-Eucharystia.
Papst Franziskus ernannte ihn am 15. April 2014 zum Bischof von Liegnitz. Am 28. Juni 2021 nahm Papst Franziskus das von Zbigniew Kiernikowski aus Altersgründen vorgebrachte Rücktrittsgesuch an.

## Schriften
- La crescita della comunità – corpo di cristo. L’identità e il dinamismo della vita cristiana rispecchiate nella dinamica del testo della Lettera ai Colossesi. Pontificio Instituto Biblico, Rom 1983.
- Eucharystia i jedność. Tygodnik Katolicki „Niedziela“, Częstochowa 2000.
- Oto idziemy do Jerozolimy. Rozważania do Ewangelii Wielkiego Postu. Diecezjalne Centrum Edukacyjne, Legnica, 2. Aufl. 2016, ISBN 9788364013317.
- Droga ku zanurzeniu. Katechezy inicjacyjne. Diecezjalne Centrum Edukacyjne, Legnica 2016, ISBN 9788364013324.